# Zdeněk Škarvada
Zdeněk Škarvada (ur. 8 listopada 1917 w Olešnicach, zm. 11 maja 2013 w Ostrawie) – czeski wojskowy, generał lotnictwa.

## Życiorys
Škarvada urodził się 8 listopada 1917 roku w Olešnicach. Służbę w lotnictwie rozpoczął 1 października 1935 roku od dwuletniego szkolenia. Po zajęciu Czechosłowacji przez III Rzeszę uciekł do Polski i tam wstąpił do tworzonego dla emigrantów Legionu Czechów i Słowaków. Podczas służby w Polsce, wystawiono mu dokumenty ze spolszczoną pisownią nazwiska: Szkarwada.
Walczył w kampanii wrześniowej jako pilot samolotu rozpoznawczego RWD-8, ale wobec ciężkiej sytuacji na froncie samoloty te prowizorycznie uzbrojono. Wobec załamywania się frontu skierowano go nad granicę Rumunii. Po agresji ZSRR na Polskę internowany przez władze sowieckie. Po zwolnieniu z obozu przedostał się do Wielkiej Brytanii, gdzie skierowano do Dywizjonu 310, który stworzono dla Czechów i Słowaków. W 1942 roku nad kanałem La Manche musiał w związku z awarią silnika wodować, został pojmany przez Niemców i osadzony w obozie jenieckim.
Po wyzwoleniu obozu wrócił do kraju, został awansowany do stopnia kapitana i podjął ponowną służbę w armii. Po komunistycznym zamachu stanu (1948) został przeniesiony do rezerwy, a w 1950 roku zdegradowany i usunięty z wojska, a następnie zesłany do pracy w kopalni jako osoba podejrzana politycznie. Resztę życia pracował jako niewykwalifikowany robotnik – w kopalniach i na budowach.
W 1965 roku został częściowo zrehabilitowany, a w latach 90. w pełni. W 1997 roku otrzymał medal za odwagę, zaś trzy lata później stopień generała.
Zmarł 11 maja 2013 roku. Został pochowany 28 maja 2013 r. w Ostrawie. W uroczystościach pogrzebowych wzięła udział polska delegacja z dowódcą Sił Powietrznych gen. broni pil. Lechem Majewskim na czele.

## Odznaczenia
- Medal Za Bohaterstwo – Czechy, 1997[6]
- Krzyż Obrony Państwa Ministra Obrony Republiki Czeskiej – 2010
- Krzyż Zasługi Ministra Obrony Republiki Czeskiej III Stopnia
- Pamiątkowa Odznaka Honorowa 60. Rocznicy Zakończenia II Wojny Światowej – Czechy, 2005
- Krzyż Wojenny Czechosłowacki 1939 – dwukrotnie
- Czechosłowacki Medal za Odwagę w Obliczu Nieprzyjaciela – dwukrotnie
- Czechosłowacki Medal Wojskowy "Za zasługi" I Stopnia
- Czechosłowacki Wojskowy Medal Pamiątkowy z okuciem "VB"
- Medal Pamiątkowy 20. Rocznicy Wyzwolenia CSRS – 1965
- Odznaka Pilota Wojskowego – CSR
- Odznaka "Zasłużony Wojskowy Lotnik CSRS" (Odznak Zasloužilý vojenský letec ČSSR)
- Krzyż Walecznych (PSZnZach) – Polska
- Medal „Za udział w wojnie obronnej 1939” – Polska;
- Odznaka Pilota – Polska, 1939
- 1939-1945 Star – Wielka Brytania
- Air Crew Europe Star – Wielka Brytania
- War Medal 1939-1945 – Wielka Brytania
- Defence Medal – Wielka Brytania
- Odznaka Pilota RAF – Wielka Brytania